# Scania serii G
Scania serii G – ciężki samochód ciężarowy produkowany przez szwedzkiego producenta aut ciężarowych Scania od 2004 roku.

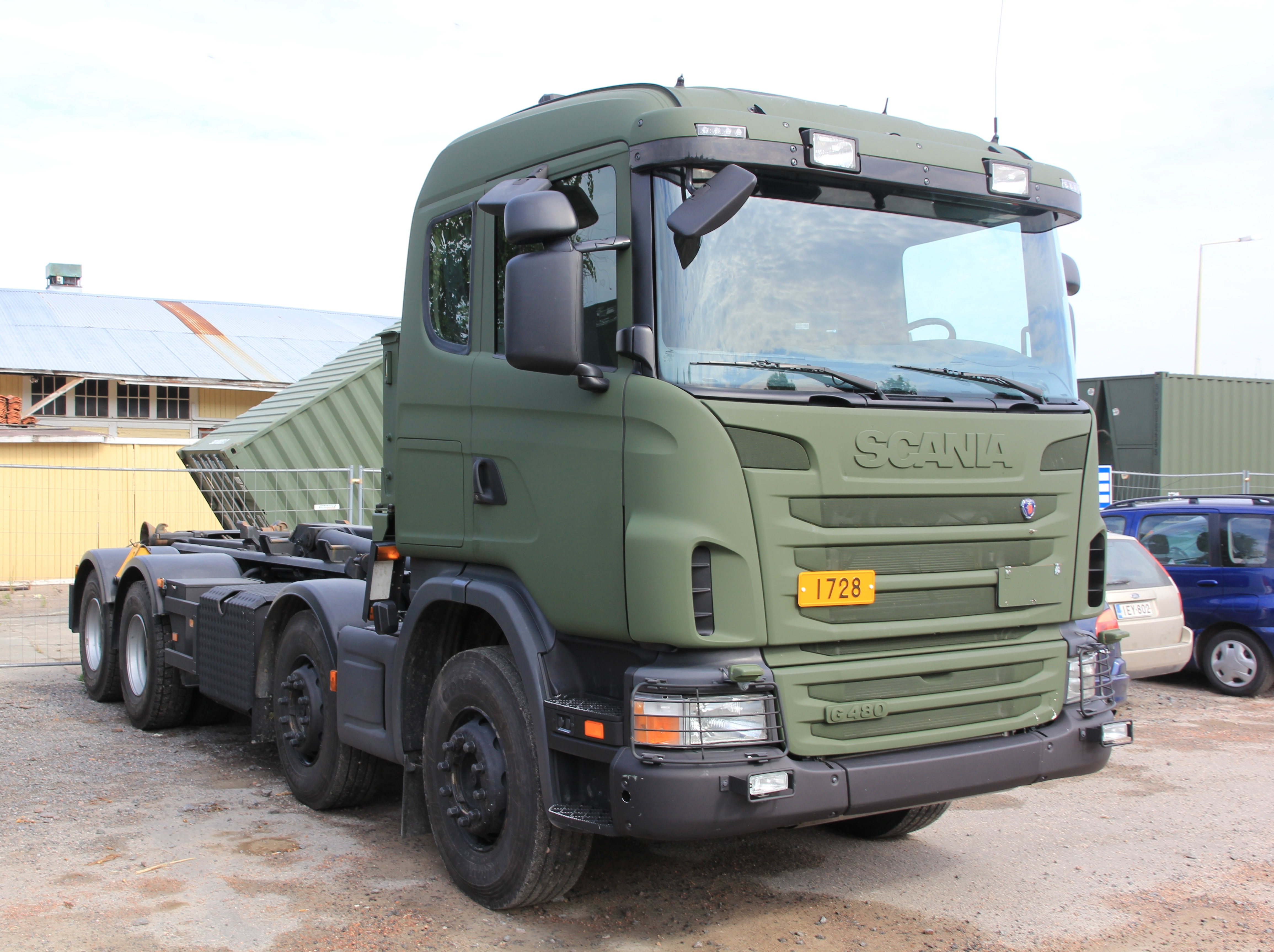
Scania G480 w zabudowie wojskowej

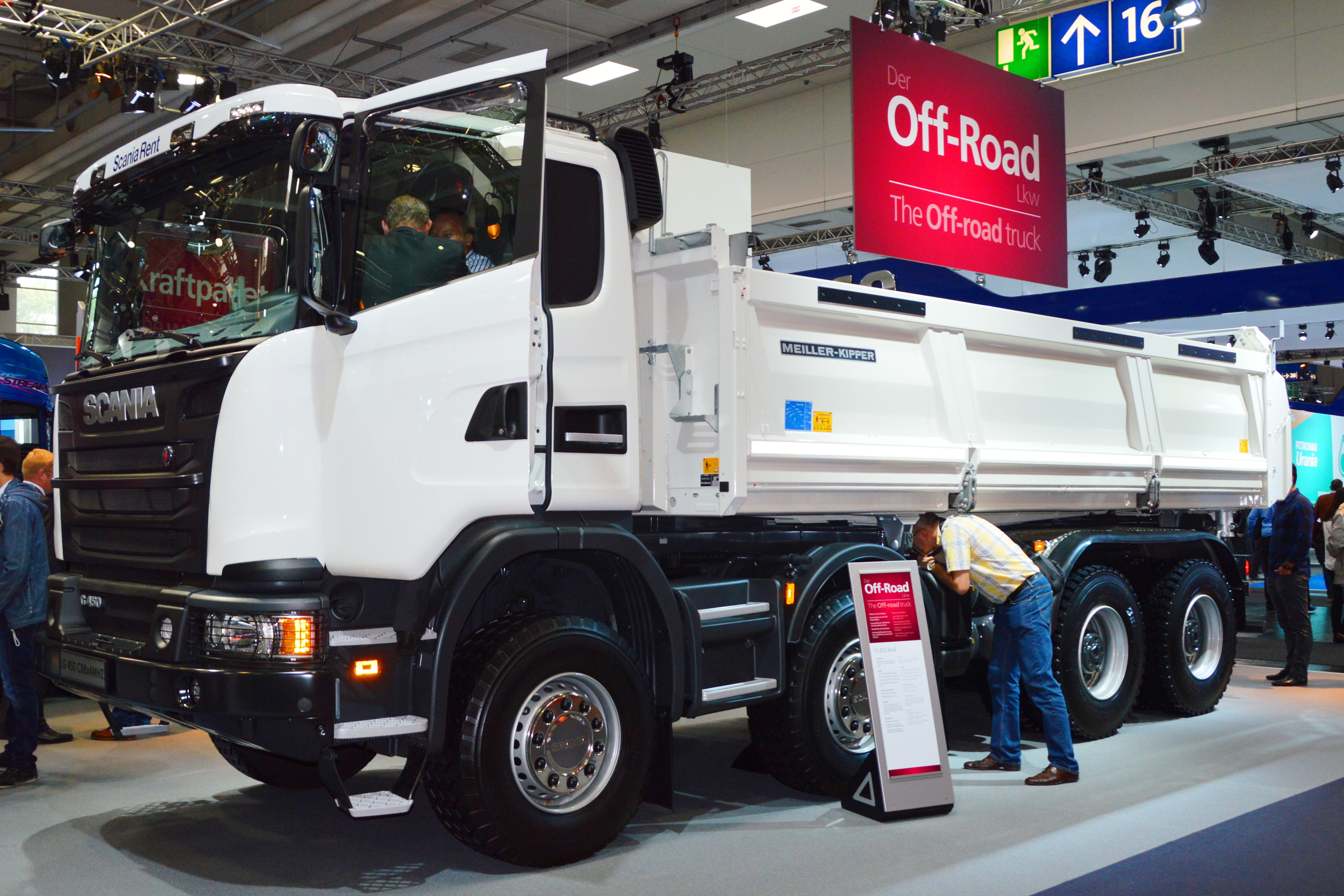
Scania G450 Off-Road 8x4

Pojazd przeznaczony jest do zastosowań w transporcie długodystansowym, dystrybucji oraz budownictwie.

## Warianty
- krótka
- krótka dzienna
- sypialna, niska
- sypialna, standardowa
- sypialna, wyższa (Highline)

Wszystkie pojazdy były produkowane jako ciągniki siodłowe lub solo w różnych wariantach podwozia:
- 4x2
- 6x2
- 6x4
- 8x2
- 8x4

## Wyposażenie
Pojazdu standardowo wyposażone są m.in. w system ACC, system awaryjnego hamowania AEB, LDW oraz ESP.